# العواطف الاجتماعية
العواطف الاجتماعية (بالانجليزية: Social emotions) هي المشاعر التي تعتمد على أفكار أو مشاعر أو أفعال الآخرين، "مثلما كان الإحساس بها أو تذكرها أو توقعها أو تخيلها بطريقة مباشرة". ومن الأمثلة على ذلك: الحرج والشعور بالذنب والخزي والغيرة والحسد والإعلاء والتقمص الوجداني والفخر. وفي المقابل، فإن المشاعر الأساسية مثل السعادة والحزن تتطلب فقط إدراك الحالة الجسدية للفرد؛ لذلك يرتبط تطور المشاعر الاجتماعية ارتباطًا وثيقًا بتطور الإدراك الاجتماعي والقدرة على تخيل حالات الآخرين العقلية، التي تتطور بطبيعة الحال في فترة المراهقة.
لقد وجدت الدراسات أن الأطفال الذين تتراوح أعمارهم بين سنتين وثلاث سنوات يستطيعون التعبير عن مشاعر تشبه الشعور بالذنب  والندم. ومع ذلك، ففي حين أن الأطفال في سن الخامسة قادرين على تخيل المواقف التي يمكن أن يشعروا فيها بالعواطف الأساسية، فإن قدرتهم على وصف الحالات المرتبطة بالمشاعر الاجتماعية لا تظهر حتى سن السابعة.
الناس لا يشاركون مشاعرهم مع الآخرين فحسب، بل قد يتعرضون أيضًا لإثارة فسيولوجية مماثلة للآخرين إذا شعروا بمشاعر الارتباط الاجتماعي مع الشخص الآخر. لقد أظهرت دراسة مخبرية أجراهاكوير و كار و والتون وسبنسر (2011) أنه عندما شعر أحد المشاركين بإحساس الارتباط الاجتماعي تجاه شخص غريب (مشارك في البحث)، عانى المشارك من حالات عاطفية واستجابات فسيولوجية مماثلة لتلك الخاصة بالمشارك الغريب أثناء مشاهدته يؤدي مهمة مرهقة.
تسمى العواطف الاجتماعية أحيانًا العواطف الأخلاقية، لأنها تؤدي دورًا مهمًا في الأخلاق واتخاذ القرارات الأخلاقية. وفي علم الاقتصاد العصبي، بدأ التحقيق في الدور الذي تلعبه العواطف الاجتماعية في نظرية الألعاب واتخاذ القرارات الاقتصادية.

## علم الأعصاب السلوكي
بعد أن أصبح التصوير الوظيفي - التصوير بالرنين المغناطيسي الوظيفي (fMRI) على وجه الخصوص - شائعًا منذ ما يقرب من عقد من الزمان، بدأ الباحثون بدراسة طريقة اتخاذ القرارات الاقتصادية من خلال هذه التقنية الجديدة. يسمح هذا للباحثين بالتحقيق، على المستوى العصبي، في الدور الذي تلعبه العواطف في صنع القرار.

### الصورة التطوّرية
تظهر القدرة على وصف المواقف التي يُشعر بها بالعواطف الاجتماعية في حوالي سن السابعة،  وعند فترة المراهقة، تتغلغل تجربة المشاعر الاجتماعية في التبادل الاجتماعي اليومي. لقد وجدت الدراسات التي أجريت باستخدام الرنين المغناطيسي الوظيفي أن مناطق مختلفة من الدماغ مشتركة تظهر في فئات عمرية مختلفة عند أداء المهام الاجتماعية الإدراكية والعاطفية الاجتماعية، بينما تنشط مناطق في الدماغ مثل قشرة الفص الجبهي (MPFC)، والتلم الصدغي العلوي (STS)، والأقطاب الصدغية (TP) والطبقة الأولى المتاخمة للقشرة الحزامية الخلفية في كل من البالغين والمراهقين عندما يفكرون بقصد في الآخرين، فإن قشرة الفص الجبهي تكون أكثر فعالية عند المراهقين والتلم الصدغي العلوي يكون أكثر عند البالغين.
ووُجد أيضاً تأثيرات عمرية مماثلة مع المشاركين الأصغر سنًا حين يؤديون مهام تتضمن نظرية العقل، والزيادة في العمر مرتبطة بزيادة التنشيط في الجزء الظهري من قشرة الفص الجبهي وانخفاض النشاط في الجزء البطني من لوحظ قشرة الفص الجبهي.
تشير الدراسات التي تقارن البالغين بالمراهقين في عملياتهم للعواطف الأساسية والاجتماعية أيضًا إلى حدوث تحولات في النمو في مناطق الدماغ المعنية؛ فبالمقارنة مع المراهقين، يكون لنصف الكرة المخي نشاط أقوى لدى البالغين عندما يقرؤون القصص التي تثير المشاعر الاجتماعية. يُعتقد أن الأقطاب الزمنية تخزن المعرفة الاجتماعية المجردة. ويشير هذا إلى أن البالغين قد يستخدمون المعرفة الدلالية الاجتماعية في كثير من الأحيان عند التفكير في المواقف الاجتماعية العاطفية أكثر من المراهقين.

### علم الاقتصاد العصبي
للتحقيق في وظيفة العواطف الاجتماعية في السلوكيات الاقتصادية، يهتم الباحثون بالاختلافات في مناطق الدماغ المرتبطة بها عندما يلعب المشاركون أو يعتقدون أنهم يلعبون مع شخص آخر على عكس الكمبيوتر.
لقد وجدت دراسة أجريت باستخدام الرنين المغناطيسي الوظيفي أن المشاركين الذين يميلون إلى التعاون في ألعاب "الثقة والمعاملة بالمثل" لشخصين، ويعتقدون أنهم يلعبون مع مشارك آخر، تنشطت لديهم قشرة الفص الجبهي، والآخرون الذين يعتقدون أنهم يلعبون مع جهاز كمبيوتر لم تتنشط لديهم. بينما لم يظهر هذا الاختلاف مع اللاعبين الذين يميلون إلى عدم التعاون. يفسر الباحثون هذا الاختلاف على أنه نظرية العقل التي يستخدمها المتعاونون لتوقع استراتيجيات الخصوم. هذا مثال على الطريقة التي يختلف بها صنع القرار الاجتماعي عن الأشكال الأخرى لصنع القرار.
في علم الاقتصاد السلوكي، هناك نقد شديد يجريثل في أن الناس لا يتصرفون دائمًا بطريقة عقلانية تمامًا، كما تفترض العديد من النماذج الاقتصادية. على سبيل المثال، في لعبة الإنذار النهائي، يُطلب من لاعبين تقسيم مبلغ معين من المال، على سبيل المثال x. لاعب واحد، يسمى مقدم العرض، يقرر النسبة التي تقسيم بها الأموال. يقرر اللاعب الآخر، المسمى المستجيب ما إذا كان سيقبل هذا العرض أم لا. إذا قبل المستجيب العرض، على سبيل المثال، مبلغ من المال، يحصل مقدم العرض على مبلغ xy ويحصل المستجيب على y. ولكن إذا رفض المستجيب قبول العرض، فلن يحصل كلا اللاعبين على شيء.
جرت دراسة هذه اللعبة على نطاق واسع في علم الاقتصاد السلوكي. ووفقًا لنموذج الوكيل العقلاني، فإن الطريقة الأكثر عقلانية التي يتصرف بها مقدم العرض هي جعل y أصغر ما يمكن، والطريقة الأكثر عقلانية للتصرف للمستجيب هي قبول العرض، نظرًا لأن القليل من المال أفضل من عدمه مال. ومع ذلك، ما تميل هذه التجارب إلى اكتشافه هو أن مقدمي العروض يميلون إلى تقديم 40٪ من x، والعروض التي تقل عن 20٪ سيجري رفضها من قبل المستجيبين.
باستخدام فحوصات التصوير بالرنين المغناطيسي الوظيفي، وجد الباحثون أن العواطف الاجتماعية التي تثيرها العروض قد تلعب دورًا في شرح النتيجة. عندما تكون العروض غير عادلة مقارنة بالعدالة، تنشط ثلاث مناطق من الدماغ: قشرة الفص الجبهي الظهراني (DLPFC)، والقشرة الحزامية الأمامية (ACC)، والفص الجزيري. إن الفص الجزيري منطقة نشطة في تسجيل انزعاج الجسم تنشط عندما يشعر الناس بالاستبعاد الاجتماعي مع أمور أخرى.
يفسر الباحثون هذا النشاط في الفص الجزيري على أنه رد فعل مكروه يشعر به المرء عند مواجهة الظلم، والنشاط في قشرة الفص الجبهي الظهراني على أنه معالجة المكافأة المستقبلية من الاحتفاظ بالمال، و والقشرة الحزامية الأمامية هي الحكم الذي يوازن بين هاتين المدخلات المتضاربة لاتخاذ قرار. يمكن توقع ما إذا كان سيجري رفض العرض أم لا (مع ارتباط 0.45) من خلال مستوى نشاط عزل المستجيب.
يرتبط الاقتصاد العصبي والعواطف الاجتماعية ارتباطًا وثيقًا أيضًا بدراسة العقوبة. وجدت الأبحاث التي أجريت باستخدام فحص التصوير المقطعي بالإصدار البوزيتروني أنه عندما يعاقب اللاعبون لاعبين آخرين، تتنشط النواة المتكئة (جزء من المخطط )، وهي منطقة معروفة بمعالجة المكافآت المشتقة من الإجراءات. إنه يظهر أننا لا نشعر بالأذى فقط عندما نصبح ضحايا الظلم، ولكننا نجد أيضًا أنه من المجزي نفسيًا أن نعاقب الظالم، حتى لو كان ذلك على حساب منفعتنا الخاصة.

## الجانب الاجتماعي أو الأخلاقي
يشار إلى بعض العواطف الاجتماعية أيضًا باسم المشاعر الأخلاقية بسبب الدور الأساسي الذي تلعبه في الأخلاق. على سبيل المثال، الشعور بالذنب هو الانزعاج والندم الذي يشعر به المرء بسبب أفعاله الخاطئة. إنه عاطفة اجتماعية، لأنه يتطلب تصور أن شخصًا آخر يتأذى من هذا الفعل ؛ كما أن لها تأثيرًا في الأخلاق، مثل أن الفاعل المذنب، بحكم شعوره بالأسى والذنب، يقبل المسؤولية عن الفعل الخاطئ، مما قد يتسبب في الرغبة في تعديل أو معاقبة الذات.
ليست كل المشاعر الاجتماعية مشاعر أخلاقية. الكبرياء، على سبيل المثال، هو عاطفة اجتماعية تنطوي على الإعجاب المتصور من الآخرين، ولكن البحث عن الدور الذي يلعبه في السلوكيات الأخلاقية يؤدي إلى نتائج إشكالية.

### استجابة التعاطف
يُعرّف أيزنبرغ وزملاؤه التقمص الوجداني بأنه استجابة عاطفية تنبع من معرفة أو فهم الحالة العاطفية للآخر وتشبه ما يشعر به الشخص الآخر أو يتوقع أن يشعر به. الشعور بالذنب، وهو عاطفة اجتماعية ذات تأثير أخلاقي قوي، يرتبط ارتباطًا وثيقًا بالاستجابة التعاطفية ؛ في حين أن العار، وهو عاطفة ذات سمة أخلاقية أقل، يرتبط سلبًا بالاستجابة التعاطفية، عند التحكم في الشعور بالذنب.
تلعب إمكانية التحكم المتصورة أيضًا دورًا مهمًا في تعديل ردود الفعل الاجتماعية والعاطفية للناس والاستجابات المتعاطفة. على سبيل المثال، من المرجح أن يقوم المشاركون الذين يُطلب منهم تقييم الأداء الأكاديمي للآخرين بوضع عقوبات عندما يُفسر الأداء المنخفض على أنه جهد منخفض، بدلاً من القدرة المنخفضة. تثير الوصمات أيضًا استجابة أكثر تعاطفيًا عندما يُنظر إليها على أنها لا يمكن السيطرة عليها (أي أن لها أصلًا بيولوجيًا، مثل الإصابة بمرض معين)، على عكس ما يمكن التحكم فيه (أي أن لها أصلًا سلوكيًا، مثل السمنة).